# خورن یکم
خورن یکم (ارمنی: Խորեն Ա Տփղիսեցի؛ زادنام الکساندر هوهانسی مواردبکیان ارمنی: Ալեքսանդր Հովհաննեսի Մուրադբեկյան زاده ۸ دسامبر ۱۸۷۳ – درگذشته ۶ آوریل ۱۹۳۴) یک کشیش اهل ارمنستان بود.

## زندگی‌نامه
وی در تاریخ ۸ دسامبر ۱۸۷۳ با نام الکساندر هوهانسی مواردبکیان در شهر تفلیس به دنیا آمد. در سال ۱۸۹۲ میلادی تحصیل مدرسه نرسیسیان به پایان رساند و سپس در دانشگاه‌های سوئد ادامه تحصیل داد. در سال ۱۸۹۷ میلادی به عنوان معلم موسیقی در مدرسه نرسیسیان برگزیده شد. در سال ۱۹۰۲ به عنوان استاد مقرر شد. به استان اریول روسیه تبعید شد. در سال ۱۹۰۵ میلادی از تبعید بازگشت. در ژوئن ۱۹۰۷ توسط کاتولیکوس مگردیچ یکم وانتسی به عنوان؟ کلیسای نور بایزید و داراچیچاکی مقرر شد
در سال ۱۹۲۰ از پاریس به ایالات متحده نقل مکان نمود.
در تاریخ ۶ آوریل ۱۹۳۴ خورن یکم را خفه کردند در نزدیکی کلیسای جامع اچمیادزین به خاک سپرده شده است.

## نگارخانه

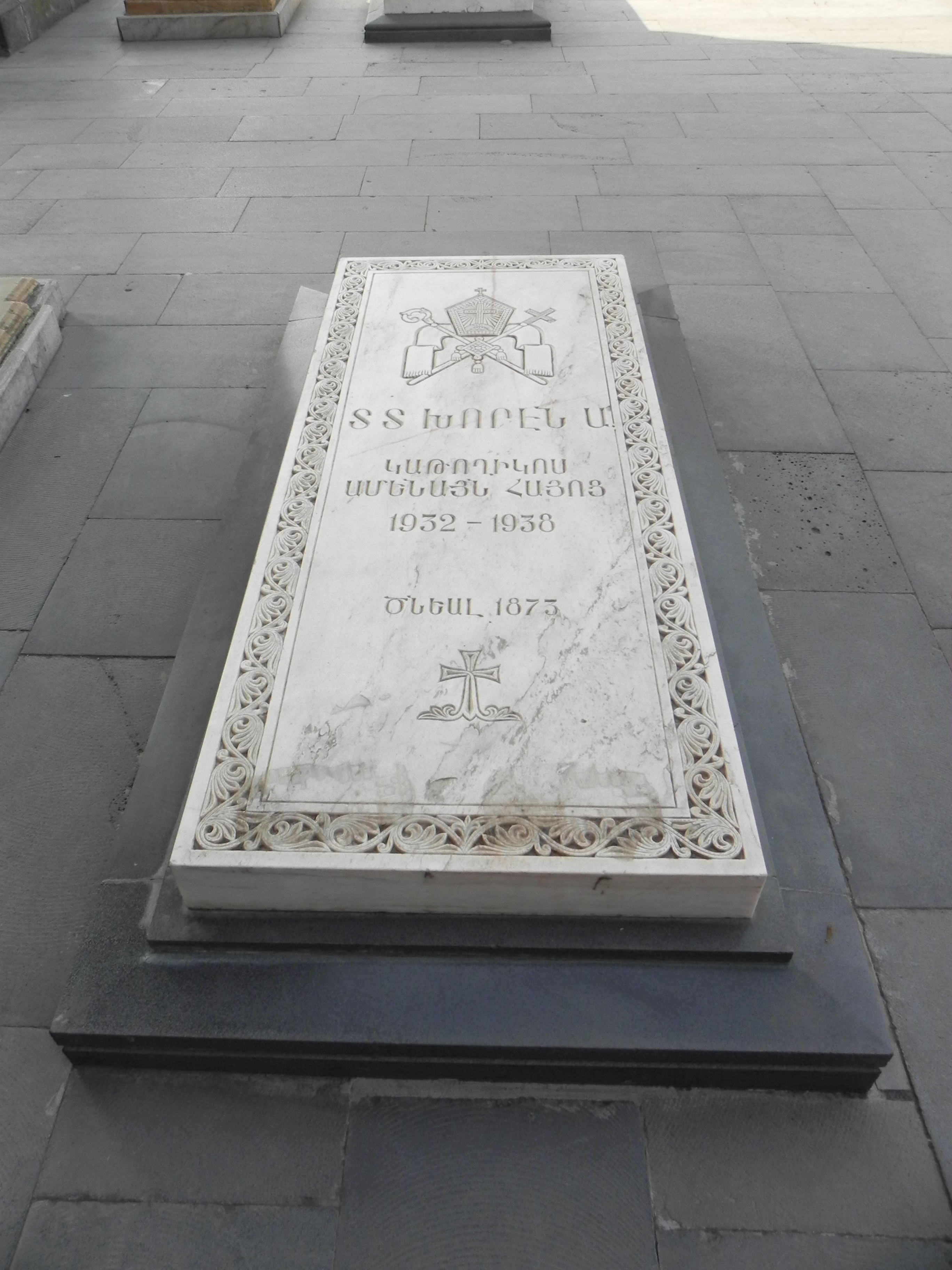
آرامگاه خورن یکم